# Sydney Ferry
Sydney Ferries  heeft veerboten die langs 37 verschillende kades varen. 
Een groot deel van de veerboten vertrekt vanaf Circular Quay in het centrum van Sydney, niet ver van het Sydney Opera House.
Enkele plaatsen waar deze veerbootdienst aanlegt zijn:
- Manly
- Taronga Zoo
- Sydney Aquarium
- The Rocks
- Parramatta

Sydney Ferries heeft naast veerboten ook andere schepen die de bezienswaardigheden rond Sydney laten zien.